# 560.ª Divisão de Granadeiros (Alemanha)
A 560ª Divisão de Granadeiros (em alemão:560. Grenadier-Division) foi uma unidade militar que serviu no Exército alemão durante a Segunda Guerra Mundial. Foi renomeada para 560. Volksgrenadier Division no dia 9 de outubro de 1944.
A 560. Volksgrenadier-Division foi formada em Moss, Noruega e foi enviada para a Dinamarca no mês de novembro e para as Ardenas no mês de dezembro, onde lutou na Batalha do Bulge como parte do LVIII Corpo Panzer. No mês de janeiro de 1945 lutou na área de Eifel e mais tarde em Echternach, sendo destruída no Bolsão de Ruhr no mês de abril de 1945.

## Comandantes
| Comandante                    | Data                                           |
| 560ª Divisão de Granadeiros   | 560ª Divisão de Granadeiros                    |
| ----------------------------- | ---------------------------------------------- |
| Generalleutnant Erich Hofmann | 27 de julho de 1944 - ? de setembro de 1944    |
| 560. Volksgrenadier-Division  |                                                |
| Generalleutnant Erich Hofmann | ? de setembro de 1944 - 10 de novembro de 1944 |
| Generalmajor Rudolf Bader     | 10 de novembro de 1944 - 31 de março de 1945   |
| Oberst Langhäuser             | 31 de março de 1945 - 16 de abril de 1945      |

## Oficiais de operações
|  |

## Área de operações
| Noruega           | julho de 1944 - setembro de 1944    |
| Noruega           | setembro de 1944 - novembro de 1944 |
| Dinamarca         | novembro de 1944 - dezembro de 1944 |
| Ardennes          | dezembro de 1944 - janeiro de 1945  |
| Oeste da Alemanha | janeiro de 1945 - abril de 1945     |